# Open Researcher and Contributor ID

Logo di ORCID

L'Open Researcher and Contributor ID (acronimo: ORCID) è un identificativo alfanumerico non-proprietario per l'identificazione univoca degli scienziati e di altri autori della letteratura scientifica. Risponde al problema di distinguere i contributi dei diversi autori nel caso di omonimi, di cognomi che mutano (ad esempio in seguito ad un matrimonio), di abbreviazioni diverse per il prenome o di traslitterazioni da sistemi di scrittura diversi. Esso fornisce un identificativo stabile per le persone in analogia al ruolo svolto dai digital object identifier (DOI) per i contenuti. ORCID ha lanciato il proprio servizio il 16 ottobre del 2012, emettendo i primi identificativi utente.

## Storia
ORCID è nato come "Open Researcher Contributor Identification Initiative".
Il registro ora è gestito da un'organizzazione nonprofit indipendente, denominata ORCID, Inc., fondata nell'agosto 2010. 
ORCID è utilizzabile liberamente e interoperabile con altri sistemi di identificatori persistenti. ORCID ha lanciato il proprio registro e iniziato a emettere identificatori il 16 ottobre 2012. Formalmente, gli ORCID ID vanno specificati come URI, per esempio l'ORCID per Giovanni Solimine è http://orcid.org/0000-0002-7532-0899, anche se alcuni editori utilizzano la forma abbreviata, come "ORCID: 0000-0002-7532-0899".
ORCID è parte dell'International Standard Name Identifier (ISNI), sotto gli auspici dell'International Organization for Standardization (ISO 27729); le due organizzazioni cooperano strettamente. ISNI identificherà unicamente gli autori di contributi a libri, programmi televisivi e giornali, e ha riservato un blocco di identificatori all'uso da parte di ORCID, tra i numeri 0000-0001-5000-0007 e 0000-0003-5000-0001. Tuttavia, è possibile per una medesima persona di avere sia l'ISNI che l'ORCID - cioè, in realtà, due ISNI.
Sia ORCID che ISNI utilizzano indicatori di 16 caratteri, utilizzando i numeri 0–9, separati a gruppi di quattro da un trattino. Il carattere finale potrebbe essere anche la lettera "X" che rappresenta il valore "10" (per esempio, l'ORCID di Andrea Marchitelli, studioso di biblioteconomia, è http://orcid.org/0000-0003-4448-496X), cioè un check digit MOD 11-2 conforme allo standard ISO/IEC 7064:2003.
Esiste anche un identificativo ORCID per una persona fittizia, Josiah Carberry, http://orcid.org/0000-0002-1825-0097, da usare nei test e negli esempi.

## Usi
Scopo di ORCID è favorire "la transizione dalla Scienza alla e-Science, laddove le pubblicazioni scientifiche possono essere setacciate per estrarre collegamenti e idee nascosti nel volume sempre crescente della letteratura scientifica. Un altro uso suggerito è quello di fornire ciascun ricercatore di un 'curriculum vitae' digitale, che fornisca un quadro del suo contributo alla scienza che vada molto oltre la semplice lista di pubblicazioni." L'idea è che altre organizzazioni possano usare il database ad accesso aperto di ORCID per costruire sopra i loro servizi.
In un editoriale pubblicato su Nature è stato notato che ORCID, oltre a contrassegnare il contributo che i ricercatori danno agli articoli, "potrebbe anche essere assegnato ai dataset che egli ha contribuito a generare, commenti ai post pubblicati sui blog dei suoi colleghi, bozze di articoli non ancora pubblicati, modifiche alle pagine di Wikipedia e molto altro ancora".
Nell'aprile 2014, ORCID ha annunciato di iniziare a collaborare con Consortia Advancing Standards in Research Administration Information per registrare e riconoscere i contributi di peer review.

## Partecipanti e comunità
Nel luglio 2016 ORCID conta 460 organizzazioni partecipanti.. Membri di ORCID sono molti editori, come Elsevier, Springer, Wiley and Nature Publishing Group, enti di ricerca (tra i quali molte università italiane e CNR), società commerciali come Thomson Reuters, società scientifiche ed enti di finanziamento.

## Integrazioni
In aggiunta alle organizzazioni partecipanti, altri editori, riviste e servizi hanno incluso ORCID nei loro flussi di lavoro o banche dati. Per esempio, il Journal of Neuroscience, Springer, the Hindawi Publishing Corporation, Europe PubMed Central, Wikipedia e Wikidata.
Alcuni servizi online hanno creato strumenti di importazione di dati verso o importazione da ORCID. Tra questi, Scopus e Figshare. Thomson Reuters ha abilitato lo scambio di dati tra ORCID e il suo sistema ResearcherID system, e viceversa.
Altri strumenti ancora permettono la migrazione di contenuti da altri servizi verso ORCID, per esempio ODIN, per DataCite e Mendeley2ORCID, for Mendeley.
Alcuni dati di ORCID possono essere recuperati anche come RDF.